# 1er février 1909
Le 1er février 1909 est le 32e jour de l'année 1909 du calendrier grégorien. Il s'agit d'un lundi.

## Événements
- Constitution de la municipalité de Nédélec au Québec

## Art et culture
- Parution du second premier numéro de la Nouvelle Revue française. Il est créé par six écrivains fondateurs du premier premier numéro (dont André Gide et Jean Schlumberger), en désaccord avec les orientations éditoriales de son directeur, Eugène Montfort[1]
- Sortie de The Girls and Daddy de David W. Griffith[2].
- Tournage de L'espion de David W. Griffith à New York[2].

## Naissance
- Desse Roche, joueur de hockey professionnel canadien
- George Beverly Shea, chanteur de gospel américain

## Décès
- Maurice Barrault, parlementaire québécois[3].